# PULS (Mehrfachraketenwerfer)
PULS (Precise and Universal Launching System) ist ein Mehrfachraketenwerfer des israelischen Rüstungsunternehmens Elbit Systems.

## Beschreibung
Das Waffensystem der Raketenartillerie ist auf Lastkraftwagen aufgebaut und feuert aus zwei Startbehältern je Mehrfachraketenwerfer Raketen mit einer Reichweite von bis zu 300 km ab.
Der Hersteller listet die Modelle Accular 122 mm (35 km Reichweite, achtzehn Stück pro Startbehälter), Accular 160 mm (40 km Reichweite, zehn Stück pro Startbehälter), EXTRA (150 km Reichweite, vier Stück pro Startbehälter) sowie Predator Hawk (300 km Reichweite, zwei Stück pro Startbehälter) als nutzbare Raketen für PULS auf. Daneben ist die Verwendung von expliziten Übungsraketen mit bis zu 15 km Reichweite und Loitering munition des Modells SkyStriker möglich.
Gemeinsam mit Krauss-Maffei Wegmann bietet Elbit Systems das Waffensystem unter der Bezeichnung „Euro-PULS“ für den europäischen Markt an. Zudem haben Diehl Defence und Elbit Systems hinsichtlich der Bereitstellung von Raketen eine Kooperationsvereinbarung unterzeichnet.

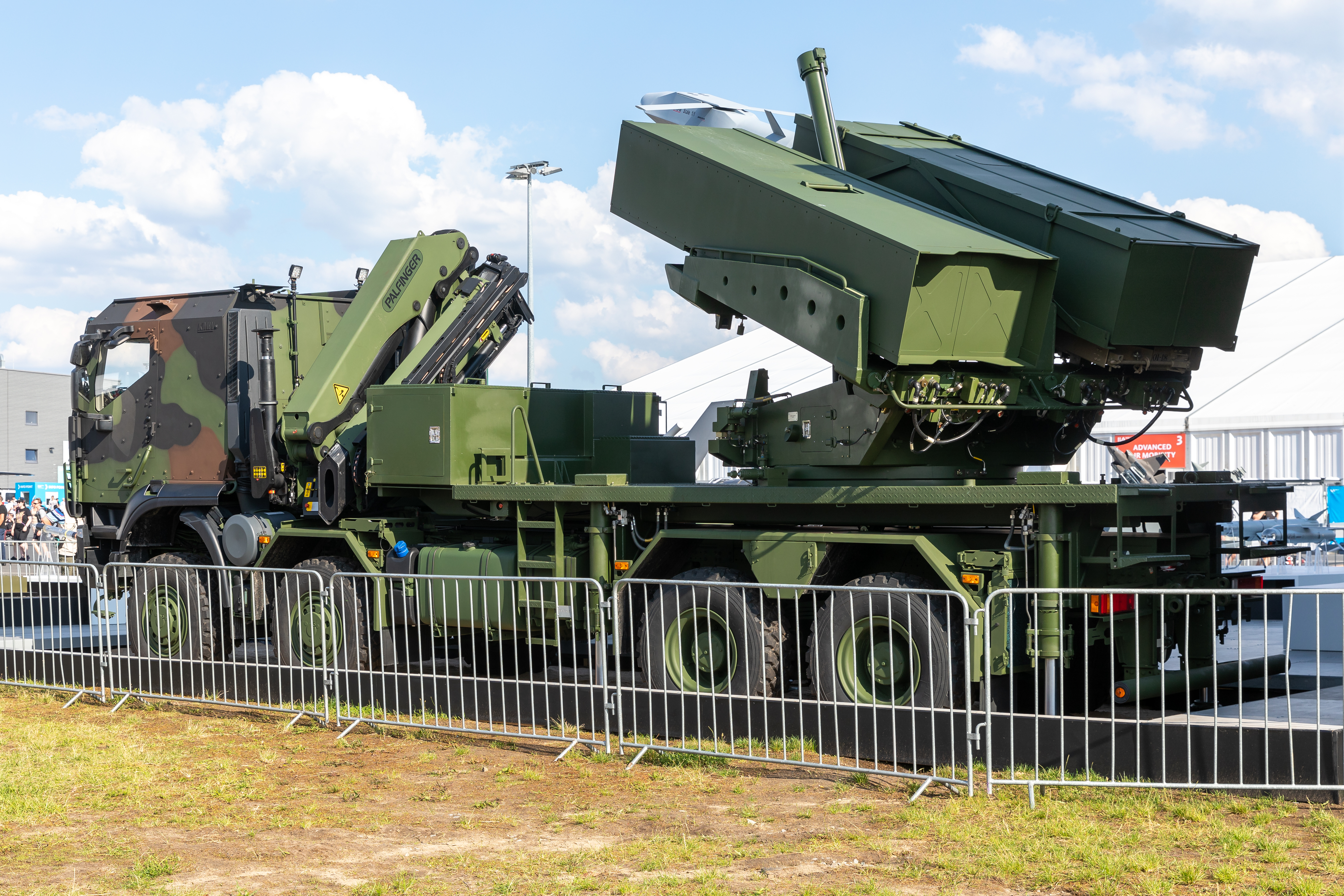
Ein auf einem geschützten Iveco Trakker aufgebautes Vorführmodell von Euro-PULS im Rahmen der ILA 2024.

Aktuell bezeichnet KNDS Deutschland (vormals Krauss-Maffei Wegmann) den Mehrfachraketenwerfer als „MARS 3“. Das Rüstungsunternehmen gibt dabei an, dass die zukünftige Nutzung der Naval Strike Missile und der Joint Fire Support Missile sowie der Panzerabwehrmine AT2 durch das Waffensystem technisch machbar sei. Die Naval Strike Missile wurde schon getestet.

## Nutzerstaaten

### Aktuelle Nutzer
- Israel – Israel führte das PULS im Jahr 2020 unter dem Namen Lahav in den Dienst der Israelischen Verteidigungsstreitkräfte (IDF) ein. Dabei handelt es sich um ein PULS-Raketenmodul, das auf einem HEMTT-LKW-Fahrgestell montiert ist. Der erste Einsatz erfolgte im Februar 2024 während des Kriegs in Israel und Gaza.[6]

- Dänemark – Anfang 2023 begannen die dänischen Streitkräfte mit der Planung der Beschaffung von acht Exemplaren des Mehrfachraketenwerfers.[7] Die ersten Systeme wurden bereits 2023 an Dänemark geliefert. Die Einführung des PULS läuft derzeit (Stand: August 2024) und soll bis 2026 abgeschlossen werden.[8]

- Niederlande – Die niederländischen Streitkräfte sehen ebenfalls die Beschaffung von PULS vor.[9] Für das Beschaffungsprojekt, welches 20 Mehrfachraketenwerfer beinhaltet, ist ein Budget von 515,3 Millionen Euro (Preisniveau 2022) eingeplant.[10] Die Niederlande begründen ihre Entscheidung für PULS und gegen HIMARS unter anderem damit, dass PULS mehr Raketen tragen könne und diese kostengünstiger sowie schneller verfügbar seien. Außerdem soll PULS zukünftig auch Raketen europäischer Hersteller abfeuern können.[9] Die erste PULS-Werfereinheit auf TATRA-Lkw-Basis wurde im Februar 2024 ausgeliefert. Die übrigen werden in den Jahren 2025 und 2026 vor Ort auf gepanzerten Scania Gryphus 8×8-Lkw gebaut.[11]

### Zukünftige Nutzer
- Deutschland – Im Dezember 2024 genehmigte der Haushaltsausschuss des Bundestags die Beschaffung des Waffensystems Euro-PULS.[12] Die Bundeswehr beabsichtigt dabei, fünf an die Ukraine abgegebene Mehrfachraketenwerfer des Waffensystems MARS durch fünf Exemplare des Waffensystems PULS zu ersetzen.[13]

- Serbien – Auch Serbien hat entschieden, das Waffensystem PULS für die eigenen Streitkräfte zu beschaffen.[14]

- Spanien – Im Oktober 2023 bestellte Spanien für das Programm SILAM („Sistema Lanzador de Alta Movilidad“) 16 Systeme PULS für rund 714 Millionen Euro. Die Beschaffung soll dabei lokal über ein spanisches Konsortium – geführt von Elbit Systems – erfolgen. So sollen technische Bausteine des spanischen Unternehmens Escribano M&E genutzt werden, während das Unternehmen Expal für die Herstellung der Munition zuständig sein wird. Es ist geplant, das 63. Raketenartillerieregiment mit mindestens einer, idealerweise zwei Gruppen auszustatten. Jede Gruppe wird aus drei Batterien bestehen, die in zwei Abschnitte mit jeweils zwei MLRS-Raketenwerfern unterteilt sind. Diese Konfiguration würde zu einer Gesamtzahl von zwölf Raketenwerfereinheiten pro Gruppe führen.[15]

### Interessenten
- Norwegen – Norwegen beabsichtigt, moderne Langstreckenfähigkeiten für die Landstreitkräfte (Raketenartillerie) zu beschaffen. Berichten zufolge sollen 16 Euro-PULS- oder HIMARS-Raketenartilleriesysteme einschließlich eines Munitionspakets und zugehöriger Ausrüstung beschafft werden.[16]